# Rue Japy
La rue Japy est une voie du 11e arrondissement de Paris, en France.

## Situation et accès
La rue Japy est une voie publique située dans le 11e arrondissement de Paris qui débute au 4, rue François-de-Neufchâteau et se termine au 7, rue Gobert.

## Origine du nom
La rue porte ce nom en hommage à l'industriel Frédéric Japy, fondateur de manufactures et usines de mécanique, dont certaines étaient situées dans ce quartier.

## Historique
La voie prend sa dénomination actuelle par décret du 2 mars 1867, alors qu'elle est seulement projetée, en remplacement d'une autre rue Japy, qui existait entre la rue Bailly et la rue Réaumur qui fut supprimée en 1858 lors de l’ouverture de la rue Turbigo. La rue est finalement ouverte par décret du 8 juin 1870.

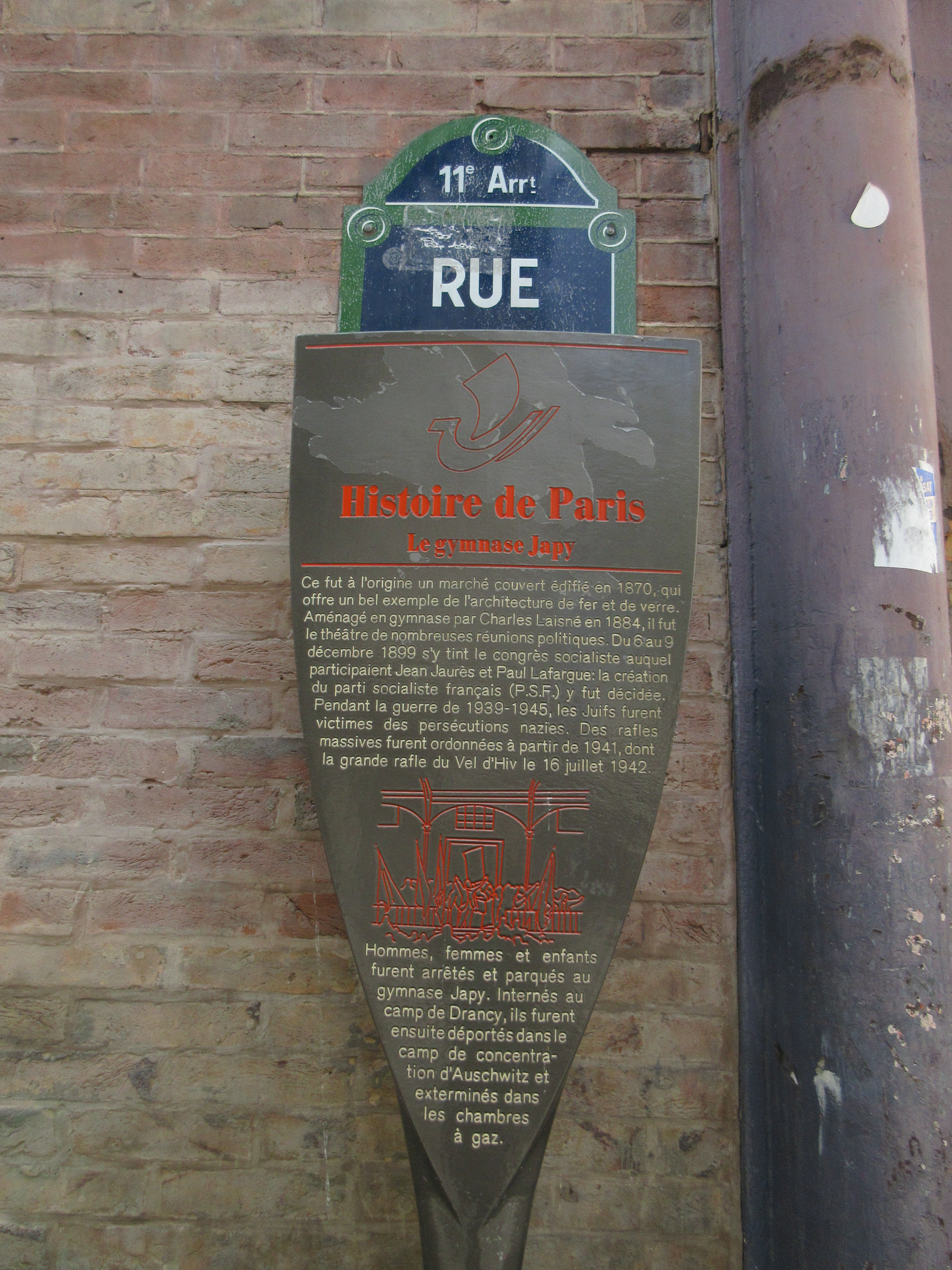
Panneau Histoire de Paris « Le gymnase Japy »
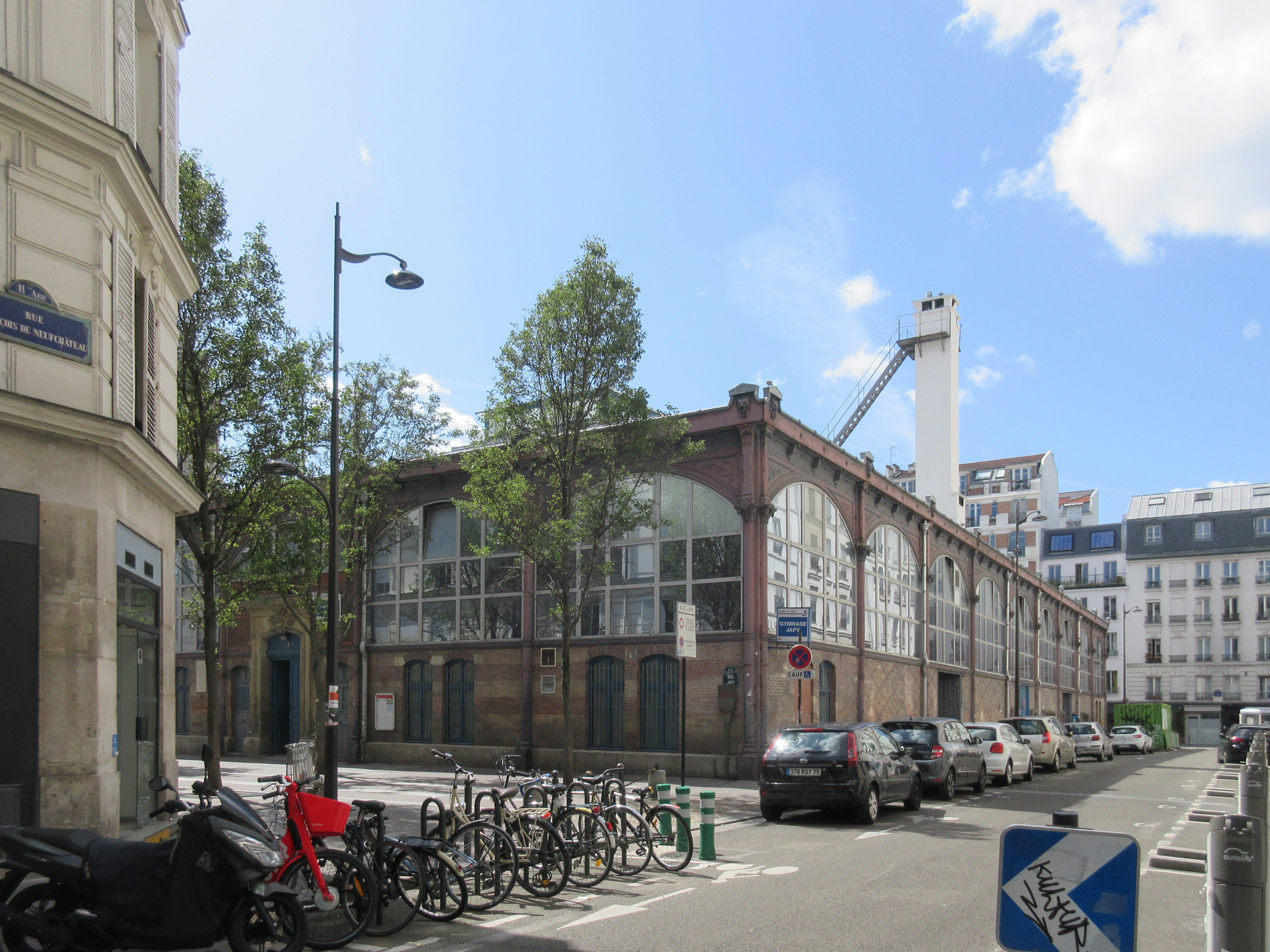
Le gymnase Japy, la rue Japy et la rue François-de-Neufchâteau

Le 14 mai 2023, le documentaire La Case du siècle évoque des photos de cette rue dans le cadre de la rafle du billet vert.

## Bâtiments remarquables et lieux de mémoire
- Le gymnase Japy